# Филипстаун (ЮАР)
Филипстаун (англ. Philipstown) — город в восточном регионе Кару, Северо-Капская провинция, ЮАР в 56 км от Де-Ара. По данным на 2011 год в нём проживают 3365 человек, плотность населения составила 76 чел/кв2. Основной частью экономики города является разведение мериноских овец и сельское хозяйство.

## История

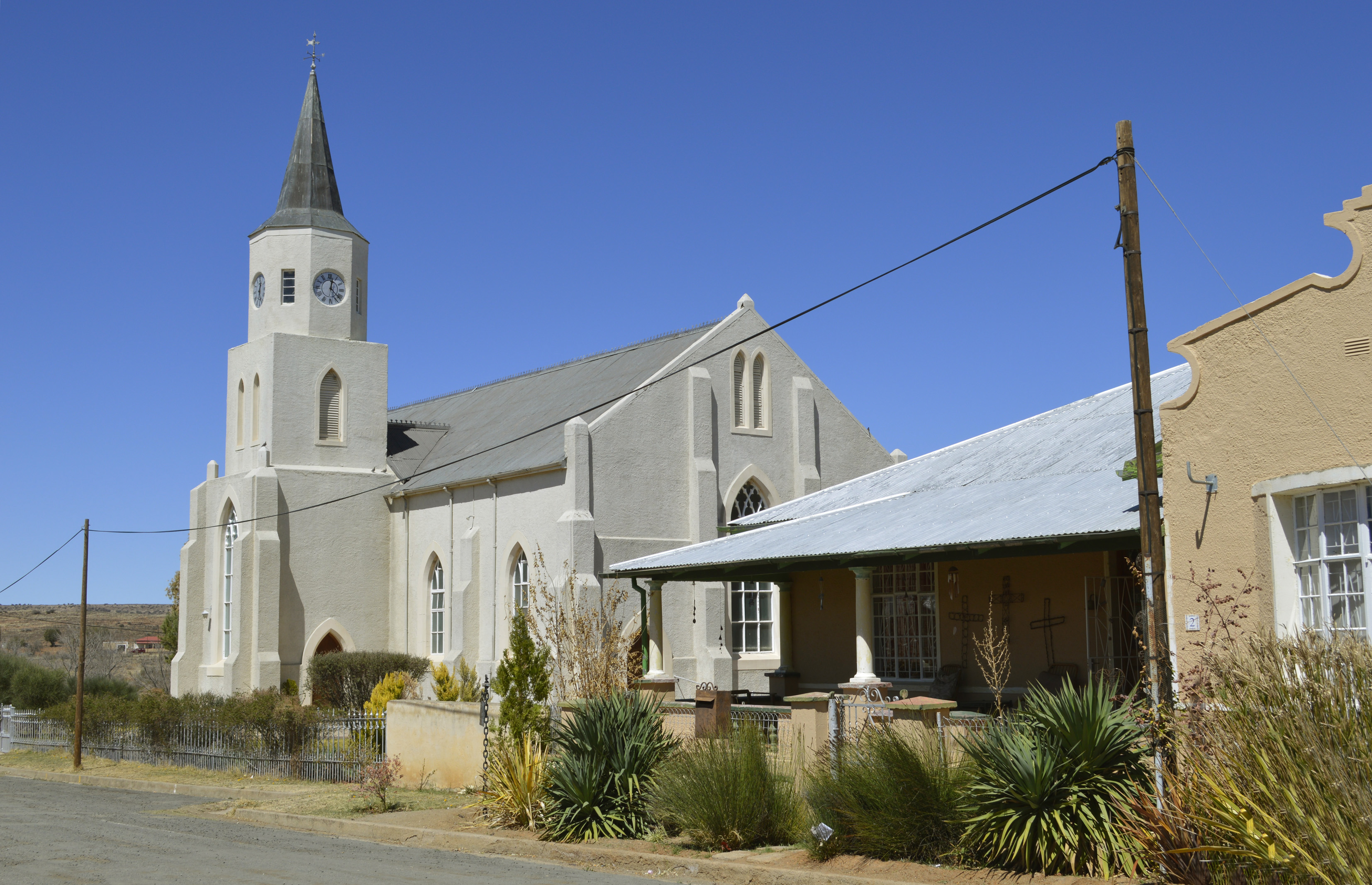
Голландская Реформаторская Церковь

Город был основан в мае 1863 года на ферме Ритфонтейн вокруг реформаторской церкви и стал муниципалитетом в августе 1876 года. За всё время город почти не изменился и сохранил свой старый вид. Его назвали в честь  Филиппа Вудхауза, губернатора Капской колонии (1861—1870 год). В здании тюрьмы к западу от города находится здание, где отряд 65-го имперского йоменского полка и местной полиции сдерживал армию генерала Де Вета во время Второй англо-бурской войны.
В городе находится конгрегация Голландской реформатской церкви в пресвитерии Ганновера и синоде Северного Кейпа, основанная 1873 году в результате отделения от Храфф-Рейнета.

## Население
По данным переписи 2011 года в Филипстауне проживает 3365 человек, плотность населения составила 76 чел/кв2. Расовый и языковой состав был следующим:
| Раса       | Процент | Язык      | Процент |
| ---------- | ------- | --------- | ------- |
| Белые      | 4.5%    | Африкаанс | 70.2%   |
| Азиаты     | 0.4%    | Коса      | 27.0%   |
| Коричневые | 58.6%   | Коса      | 27.0%   |
| Черные     | 36.3%   | Другой    | 2.8%    |
| Другие     | 0.3%    | Другой    | 2.8%    |